# أنجيلو دل تورو
أنجيلو دل تورو (بالإنجليزية: Angelo Del Toro)‏ هو سياسي أمريكي، ولد في 16 أبريل 1947، وتوفي في 30 ديسمبر 1994. انتخب عضو جمعية ولاية نيويورك.